# Mehdi Labeyrie Hafsi
Pour les articles homonymes, voir Labeyrie.
Mehdi Labeyrie Hafsi, né le 23 février 1978 à Bordeaux (Gironde), est un joueur franco-tunisien de basket-ball, actif de 1994 à 2015. Il joue au poste d'ailier fort.

## Biographie
Il participe au All-Star Game LNB espoir en 1998-1999, 1999-2000 et 2000-2001.

## Clubs
- 1994-1996 :  Centre fédéral de basket-ball (Nationale 1)
- 1996-1997 :  Élan béarnais Pau-Lacq-Orthez (Pro A)
- 1997-1999 :  Besançon Basket Comté Doubs (Pro A)
- 1999-2001 :  Montpellier Paillade Basket (Pro A)
- 2001-2003 :  Joventut Badalona (Liga ACB)
- 2003-2004 :  Limoges Cercle Saint-Pierre (Pro A)
- 2004-2005 :  CB Villa de los Barrios (LEB) puis  ASVEL Lyon-Villeurbanne (Pro A)
- 2005-2006 :  Jeunesse laïque de Bourg-en-Bresse (Pro A) puis  Besançon Basket Comté Doubs (Pro B)
- 2006-2007 :  Besançon Basket Comté Doubs (Pro A)
- 2007-2010 :  Nantes Basket Hermine (Pro B)
- 2010-2012 :  Étoile sportive Saint-Michel Le Portel Côte d'Opale (Pro B)
- 2012-2013 :  Association sportive de Monaco (Nationale 1)
- 2013-2015 :  Jeunes de Saint-Augustin Bordeaux Métropole (Nationale 1)

## Palmarès
Sélection nationale
- Médaille d'argent au championnat d'Europe juniors 1996
- 11e des Jeux olympiques 2012 à Londres (Royaume-Uni)